# Hinterer Gosausee
Hinterer Gosausee är en sjö i Österrike.   Den ligger i förbundslandet Oberösterreich, i den centrala delen av landet, 230 km väster om huvudstaden Wien. Hinterer Gosausee ligger 1 150 meter över havet. Arean är 0,21 kvadratkilometer. Den sträcker sig 0,5 kilometer i nord-sydlig riktning, och 0,8 kilometer i öst-västlig riktning.
I omgivningarna runt Hinterer Gosausee växer i huvudsak blandskog. Runt Hinterer Gosausee är det ganska glesbefolkat, med 42 invånare per kvadratkilometer.